# Огема (тауншип, Миннесота)
Огема (англ. Ogema) — тауншип в округе Пайн, Миннесота, США. На 2000 год его население составило 298 человек.

## География
По данным Бюро переписи населения США площадь тауншипа составляет 124,4 км², из которых 121,3 км² занимает суша, а 3,2 км² — вода (2,54 %).

## Демография
По данным переписи населения 2000 года здесь находились 298 человек, 103 домохозяйства и 77 семей.  Плотность населения —  2,5 чел./км².  На территории тауншипа расположено 207 построек со средней плотностью 1,7 построек на один квадратный километр. Расовый состав населения: 45,64 % белых, 3,02 % афроамериканцев, 48,99 % коренных американцев, 0,34 % азиатов и 2,01 % приходится на две или более других рас. Испанцы или латиноамериканцы любой расы составляли 0,34 % от популяции тауншипа.
Из 103 домохозяйств в 35,9 % воспитывались дети до 18 лет, в 46,6 % проживали супружеские пары, в 21,4 % проживали незамужние женщины и в 25,2 % домохозяйств проживали несемейные люди. 20,4 % домохозяйств состояли из одного человека, при том 4,9 % из — одиноких пожилых людей старше 65 лет. Средний размер домохозяйства — 2,87, а семьи — 3,26 человека.
31,5 % населения — младше 18 лет, 9,4 % — в возрасте от 18 до 24 лет, 24,2 % — от 25 до 44, 25,8 % — от 45 до 64, и 9,1 % — старше 65 лет. Средний возраст — 35 лет. На каждые 100 женщин приходилось 108,4 мужчин.  На каждые 100 женщин старше 18 приходилось 92,5 мужчин.
Средний годовой доход домохозяйства составлял 28 750 долларов, а средний годовой доход семьи —  33 500 долларов. Средний доход мужчин —  23 750  долларов, в то время как у женщин — 30 333. Доход на душу населения составил 13 042 доллара. За чертой бедности находились 25,0 % семей и 34,0 % всего населения тауншипа, из которых 62,7 % младше 18 и 5,6 % старше 65 лет.